# Джулиана Маргулис
Джулиана Маргулис (на английски: Julianna Margulies) е американска актриса. Известна е с ролите си на сестра Керъл Хатауей в медицинската драма сериал „Спешно отделение“ и на Алиша Флорик в съдебния драма сериал „Добрата съпруга“. Маргулис има десет номинации за „Еми“ и единадесет за „Златен глобус“ и е печелила по един път всяка една от двете награди.

## Биография
Родена е на 8 юни 1966 г. в семейството на Франческа и Пол Маргулис. Тя е най-малката от общо 3 сестри. Маргулис е еврейка по произход, а семейството ѝ е с румънски, унгарски и австрийски корени. Преди тя да се роди, семейство Маргулис живее известно време в Израел, но се връща в Щатите и се заселва в близост до град Ню Йорк. Част от детството си тя прекарва във Франция, Великобритания и други части на САЩ.
Маргулис завършва гимназия в Уилтън, Ню Хемпшир, а бакалавърска степен по актьорско майсторство получава от колежа Сара Лорънс в Йонкърс, Ню Йорк.

## Кариера
Първата екранна поява на Маргулис е във филма „Борба за справедливост“ (1991) със Стивън Сегал, където играе епизодичната роля на проститутка. Почти три години след този филм, през 1994 г., Джулиана получава ролята на сестра Керъл Хатауей в пилотния епизод на „Спешно отделение“. Първоначално е предвидено героинята ѝ да умре в същия епизод след неуспешен опит за самоубийство, заради нестабилната си връзка с доктор Дъг Рос (Джордж Клуни). Продуцентите са впечатлени от Маргулис и след съществени промени в оригиналния сценарий, сестра Хатауей оживява и става част от екипа на сериала в следващите шест години. Докато е част от „Спешно отделение“, Маргулис е номинирана шест последователни пъти за награда Еми, но печели само през 1995 г. в категорията Най-добра поддържаща женска роля в драма сериал. Маргулис е и единственият постоянен член на актьорския състав на „Спешно отделение“, който печели самостоятелна награда Еми. В две последователни години (1998 и 1999) тя печели награда на Гилдията на телевизионните актьори в категорията Най-добра главна женска роля в драма сериал, а отделно с целия актьорски състав на „Спешно отделение“ между 1996 и 1999 г. получава награда в категорията Най-добър актьорски състав в драма сериал.
Джулиана Маргулис напуска „Спешно отделение“ през 2000 г., след като сестра Хатауей и доктор Рос отпадат от сюжетната линия с преместването си в Сиатъл. В следващите няколко години актрисата се концентрира основно върху участието си в театрални постановки, а екранните ѝ изяви са сведени до минимум. През 2001 г. участва в минисериала „Мъглите на Авалон“, което ѝ носи номинация за Златен глобус в категорията Най-добра женска роля в минисериал или телевизионен филм. Три години Маргулис получава същата номинация за играта си в минисериала „The Grid“. През 2002 г. се снима в хорър филма „Кораба призрак“, а на следващата година в трилър хорър продукцията „Змии в самолета“ със Самюел Л. Джаксън. През 2007 – 2008 участва в сериала „Законът на Кентърбъри“.
През 2009 г. Маргулис се завръща на малкия екран с главната роля в съдебния сериал „Добрата съпруга“, който проследява живота на адвокатката Алиша Флорик. Флорик е принудена да започне наново кариерата си на адвокат, след като съпругът ѝ Питър Флорик (Крис Нот) е отстранен от длъжността главен прокурор на Чикаго след замесването му в корупционен и секс скандали. Сериалът се излъчва по CBS и за първия сезон първоначално са поръчани само 13 епизода, но след добро представяне е удължен до 23 епизода. През януари 2010 г., Маргулис печели „Златен глобус“ за ролята си в „Добрата съпруга“. Същия месец на актрисата е присъдена награда на Гилдията на телевизионните актьори за Най-добра женска роля, а година по-късно получава абсолютно същата номинация, но не печели. През 2010 г. Маргулис печели и наградата на Асоциацията на телевизионните критици за Особени постижения в драмата. За ролята си на Алиша Флорик, Маргулис получава седмата си номинация за Еми и две поредни номинации за награда Сателит. Още преди да завърши първият сезон „Добрата съпруга“ е подновен от CBS за втори сезон.